# Луїс Густаво Новаес Пальярес
Луїс Густаво Новаес Пальярес або просто Луїзао (порт.-браз. Luiz Gustavo Novaes Palhares / Luizão, нар. 20 лютого 1998, Сан-Паулу, Бразилія) — бразильський футболіст, опорний півзахисник полтавської «Ворскли».

## Життєпис
Народився в Сан-Паулу. Футбольну кар'єру розпочав в однойменному клубі, звідки в 2017 році за 3 мільйони євро перейшов до «Порту». Однак через величезну конкуренцію в головній команді був відправлений набиратися досвіду в другу команду, у футболці якої дебютував 6 серпня 2017 року в програному (1:2) домашньому матчі 1-о туру Сегунда-Ліги проти «Жил Вісенте». Луїзау вийшов на поле на 59-й хвилині, замінивши Руї Піреша. Дебютним голом за «Порту Б» відзначився 13 серпня 2017 року на 12-й хвилині нічийного (2:2) виїзного поєдинку 2-о туру Сегунда-Ліги проти «Ароуки». Луїс вийшов на поле в стартовому складі та відіграв увесь матч. До переїзду України в другому дивізіоні португальського чемпіонату зіграв 64 матчі (3 голи).
На початку серпня 2019 року відправився в оренду у «Ворсклу». Дебютував у Прем'єр-лізі України 10 серпня 2019 року в матчі проти «Львова» (3:2). Свій перший гол у Прем'єр-лізі забив 15 грудня 2019 року у ворота львівських «Карпат» (2:1). Після цієї гри сайт Football.ua включив його до символічної збірної 18-го туру. Разом з командою дійшов до фіналу Кубку України, де полтавчани поступилися київському «Динамо» в серії пенальті.
Влітку 2020 року бразилець повернувся до «Порту», втім жодного матчу за команду не зіграв і на початку 2021 року розірвав контракт з командою, підписавши повноцінний контракт з «Ворсклою»

## Досягнення
- Фіналіст Кубка України: 2019/20